# Marija Pomazan
Marija Oleksandrivna Pomazan (in ucraino Марія Олександрівна Помазан?; Zaporižžja, 15 ottobre 1988) è un'atleta paralimpica ucraina specializzata nel getto del peso e lancio del disco e classificata F35 in quanto affetta da diplegia spastica, una forma di paralisi cerebrale spastica che colpisce entrambe le gambe.

## Biografia
Inizia a praticare l'atletica leggera paralimpica all'età di diciannove anni e il suo debutto internazionale risale al 2010. Nel 2011 partecipa ai campionati mondiali paralimpici di Christchurch, dove conquista la medaglia d'oro nel getto del peso e nel lancio del disco F35-36, in entrambi i casi facendo registrare il nuovo record mondiale paralimpico F35 rispettivamente con 10,61 m e 28,73 m.
Nel 2012 è medaglia d'oro nel getto del peso e lancio del disco F35-36 ai campionati europei paralimpici di Stadskanaal e, successivamente, prende parte ai Giochi paralimpici di Londra, conquistando la medaglia d'oro nel getto del peso F35-36 e quella d'argento nel lancio del disco F35-36; in queste quattro gare migliora costantemente il record mondiale in entrambe le discipline, portando a 12,22 m quello del peso F35 e a 30,12 m quello del disco F35. Un ulteriore miglioramento arriva nel 2013, quando ai campionati mondiali paralimpici di Lione si laurea campione del mondo del getto del peso F35-36 (con record mondiale F35 a 12,35 m) e del lancio del disco F35-36 (con record mondiale F35 a 31,42 m).
Nel 2014 si riconferma campionessa europea del getto del peso F35-36 alla rassegna continentale di Swansea, mentre nel 2015 è medaglia d'oro nel getto del peso F35 ai campionati mondiali paralimpici di Doha, con il record del mondo portato a 13,05 m.
Nel 2016 partecipa ai Giochi paralimpici di Rio de Janeiro, conquistando la medaglia d'argento nel getto del peso F35 con il nuovo record europeo portato a 13,59 m. Nel 2017 inizia una grande successione di medaglie d'oro internazionali nel getto del peso F35: ai campionati mondiali paralimpici di Londra 2017, ai campionati europei paralimpici di Berlino 2018, ai campionati mondiali paralimpici di Dubai 2019 e ai campionati europei paralimpici di Bydgoszcz 2021, dove fa anche registrare il nuovo record del campionato. Sempre nel 2021 è campionessa paralimpica ai Giochi di Tokyo.
Nel 2023 torna a riconfermarsi campionessa mondiale del getto del peso F35 ai campionati del mondo paralimpici di Parigi, città dove nel 2024 conquista il suo terzo titolo di campionessa paralimpica del getto del peso F35 durante i XVII Giochi paralimpici estivi.

## Record nazionali
- Getto del peso F35: 13,59 m  ( Rio de Janeiro, 15 settembre 2016)
- Lancio del disco F35: 31,42 m  ( Lione, 25 luglio 2013)

## Progressione
Statistiche ricavate da paralympic.org/athletics/rankings (al 12 settembre 2024).

### Getto del peso F35
| Stagione | Misura  | Luogo          | Data       | Rank. Mond. |
| -------- | ------- | -------------- | ---------- | ----------- |
| 2024     | 12,75 m | Parigi         | 5-9-2024   | 1ª          |
| 2023     | 12,84 m | Parigi         | 15-7-2023  | 1ª          |
| 2021     | 12,81 m | Bydgoszcz      | 5-6-2021   | 1ª          |
| 2019     | 12,94 m | Dubai          | 14-11-2019 | 1ª          |
| 2018     | 11,42 m | Germania       | 24-8-2018  | 1ª          |
| 2017     | 12,63 m | Londra         | 21-7-2017  | 1ª          |
| 2016     | 13,59 m | Rio de Janeiro | 15-9-2016  | 2ª          |
| 2015     | 13,05 m | Doha           | 27-10-2015 | 1ª          |
| 2014     | 11,93 m | Swansea        | 22-8-2014  | 1ª          |
| 2013     | 12,35 m | Lione          | 21-7-2013  | 1ª          |
| 2012     | 12,22 m | Londra         | 2-9-2012   | 1ª          |
| 2011     | 10,61 m | Christchurch   | 27-1-2011  | 1ª          |

### Lancio del disco F35
| Stagione | Misura  | Luogo        | Data      | Rank. Mond. |
| -------- | ------- | ------------ | --------- | ----------- |
| 2013     | 31,42 m | Lione        | 25-7-2013 | 1ª          |
| 2012     | 30,12 m | Londra       | 31-8-2012 | 2ª          |
| 2011     | 28,73 m | Christchurch | 29-1-2011 | 1ª          |
| 2010     | 25,29 m | Čeboksary    | 10-7-2010 | 1ª          |

## Palmarès
| Anno | Manifestazione                  | Sede           | Evento                  | Risultato | Prestazione | Note                                     |
| ---- | ------------------------------- | -------------- | ----------------------- | --------- | ----------- | ---------------------------------------- |
| 2011 | Campionati mondiali paralimpici | Christchurch   | Getto del peso F35-36   | Oro       | 10,61 m     | Record mondiale                          |
| 2011 | Campionati mondiali paralimpici | Christchurch   | Lancio del disco F35-36 | Oro       | 28,73 m     | Record mondiale                          |
| 2012 | Campionati europei paralimpici  | Stadskanaal    | Getto del peso F35-36   | Oro       | 11,34 m     | Record mondiale                          |
| 2012 | Campionati europei paralimpici  | Stadskanaal    | Lancio del disco F35-36 | Oro       | 28,88 m     | Record mondiale                          |
| 2012 | Giochi paralimpici              | Londra         | Getto del peso F35-36   | Oro       | 12,22 m     | Record mondiale                          |
| 2012 | Giochi paralimpici              | Londra         | Lancio del disco F35-36 | Argento   | 30,12 m     | Record mondiale                          |
| 2013 | Campionati mondiali paralimpici | Lione          | Getto del peso F35-36   | Oro       | 12,35 m     | Record mondiale                          |
| 2013 | Campionati mondiali paralimpici | Lione          | Lancio del disco F35-36 | Oro       | 31,42 m     | Record mondiale                          |
| 2014 | Campionati europei paralimpici  | Swansea        | Getto del peso F35-36   | Oro       | 11,93 m     |                                          |
| 2015 | Campionati mondiali paralimpici | Doha           | Getto del peso F35      | Oro       | 13,05 m     | Record mondiale                          |
| 2016 | Giochi paralimpici              | Rio de Janeiro | Getto del peso F35      | Argento   | 13,59 m     | Record europeo                           |
| 2017 | Campionati mondiali paralimpici | Londra         | Getto del peso F35      | Oro       | 12,63 m     |                                          |
| 2018 | Campionati europei paralimpici  | Berlino        | Getto del peso F35      | Oro       | 11,42 m     |                                          |
| 2019 | Campionati mondiali paralimpici | Dubai          | Getto del peso F35      | Oro       | 12,94 m     |                                          |
| 2021 | Campionati europei paralimpici  | Bydgoszcz      | Getto del peso F35      | Oro       | 12,81 m     | Record dei campionati                    |
| 2021 | Giochi paralimpici              | Tokyo          | Getto del peso F35      | Oro       | 12,24 m     |                                          |
| 2023 | Campionati mondiali paralimpici | Parigi         | Getto del peso F35      | Oro       | 12,85 m     | Miglior prestazione personale stagionale |
| 2024 | Giochi paralimpici              | Parigi         | Getto del peso F35      | Oro       | 12,75 m     | Miglior prestazione personale stagionale |